# Sparkasse Waldeck-Frankenberg
Die Sparkasse Waldeck-Frankenberg ist eine Sparkasse in Hessen mit Sitz in Korbach. Sie ist eine Anstalt des öffentlichen Rechts.

## Geschäftsgebiet und Träger
Das Geschäftsgebiet der Sparkasse Waldeck-Frankenberg umfasst den Großteil des Landkreises Waldeck-Frankenberg ohne die Städte und Gemeinden im südwestlichen Kreisteil, die durch die Sparkasse Battenberg abgedeckt werden.
Träger der Sparkasse Waldeck-Frankenberg ist der Landkreis Waldeck-Frankenberg.

## Geschäftszahlen
Die Sparkasse Waldeck-Frankenberg wies im Geschäftsjahr 2023 eine Bilanzsumme von 2,592 Mrd. Euro aus und verfügte über Kundeneinlagen von 2,133 Mrd. Euro. Gemäß der Sparkassenrangliste 2023 liegt sie nach Bilanzsumme auf Rang 191. Sie unterhält 27 Filialen/Selbstbedienungsstandorte und beschäftigt 412 Mitarbeiter.

## Sparkassen-Finanzgruppe
Die Sparkasse Waldeck-Frankenberg ist Teil der Sparkassen-Finanzgruppe und gehört damit auch ihrem Haftungsverbund an. Er sichert den Bestand der Institute und sorgt dafür, dass sie auch im Fall der Insolvenz einzelner Sparkassen alle Verbindlichkeiten erfüllen können. Die Sparkasse vermittelt Bausparverträge der regionalen Landesbausparkasse, offene Investmentfonds der Deka und Versicherungen der SV SparkassenVersicherung. Im Bereich des Leasing arbeitet die Sparkasse Waldeck-Frankenberg mit der  Deutschen Leasing zusammen. Die Funktion der Sparkassenzentralbank nimmt die Landesbank Hessen-Thüringen wahr.

## Geschichte
Die Bank entstand im Jahr 1998 durch die Fusion der Kreissparkasse Waldeck in Korbach und der Kreissparkasse Frankenberg (Eder).

## Stiftung
Die Bank unterhält mit der Sparkassenstiftung Waldeck-Frankenberg – Gemeinnützige Stiftung der Sparkasse Waldeck-Frankenberg eine eigene Stiftung, die zum 150-jährigen Bestehen der vormaligen Kreissparkasse Waldeck in Korbach gegründet wurde. Der Zweck der Stiftung ist die Förderung gemeinnütziger Anliegen im Geschäftsgebiet der Sparkasse, insbesondere die Unterstützung der Heimatpflege und Heimatkunde, des Naturschutzes und der Landschaftspflege, der Volks- und Berufsbildung, der Jugend- und Altenpflege sowie der Rettung aus Lebensgefahr.